# Félix Rubianes
Félix Alberto Rubianes Hurtado (Ica, 18 de octubre de 1947 - Ica, 25 de abril de 2019) también conocido como Papocho Rubianes, fue un futbolista peruano que jugó en la posición de mediocampista, es considerado uno de los grandes referentes del futbol iqueño.

## Carrera
Rubianes debutó como profesional en Club Alianza Lima en 1968. Con el equipo capitalino no logró levantar ningún título, pero dejó una gran marca a fines de esa década, compartiendo delantera con Perico León y Pitín Zegarra. En 1972 fue prestado al José Gálvez FBC de Chimbote, club al que perteneció hasta 1973 y donde compartió vestuario con César Cueto, otro jugador cedido por la blanquiazul. Fue parte de la preselección con miras a la eliminatoria del Mundial de Alemania 1974, no llegando a debutar oficialmente con el combinado nacional.

## Fallecimiento
Rubianes falleció el 25 de abril de 2019 en la ciudad de Pisco, Departamento de Ica, su pueblo natal. Tenía setenta y dos años.
Un año antes de su muerte, se supo que el exfutbolista se encontraba en estado de abandono por parte de su familia. Félix recurría a la caridad de sus vecinos para poder sobrevivir. Unos miembros del personal edil llegaron hasta la calle Mollendo donde se refugiaba en una casa derrumbada. Según representantes de la Municipalidad Provincial de Ica, Rubianes solicitó ayuda en la DEMUNA pidiendo ser internado en un asilo y así no seguir en la calle. El personal acudió hasta el lugar para brindarle el apoyo correspondiente.

## Clubes

### Como jugador
| Club                     | País      | Año         |
| ------------------------ | --------- | ----------- |
| Alianza Lima             | Perú      | 1967 - 1971 |
| José Gálvez              | Perú      | 1972 - 1973 |
| Juan Aurich              | Perú      | 1974 - 1975 |
| Valencia FC              | Venezuela | 1975 - 1976 |
| Portuguesa FC            | Venezuela | 1977 - 1978 |
| Deportivo Portugués      | Venezuela | 1979        |
| Universidad de los Andes | Venezuela | 1980        |
| Octavio Espinosa         | Perú      | 1981 - 1984 |

### Como entrenador
| Club             | País | Año         |
| ---------------- | ---- | ----------- |
| Octavio Espinosa | Perú | 1988 - 1989 |
| José Gálvez      | Perú | 1991        |

## Palmarés

### Campeonatos nacionales
| Título                        | Club                   | País      | Año  |
| ----------------------------- | ---------------------- | --------- | ---- |
| Primera División de Venezuela | Portuguesa Fútbol Club | Venezuela | 1977 |
| 1978                          |                        |           |      |